# 압해초등학교
압해초등학교는 대한민국 전라남도 신안군 압해읍 동서리에 있는 공립 초등학교다.

## 학교 연혁
- 1930년 5월 5일 압해공립보통학교 설립 인가
- 1930년 6월 16일 무안군 압해공립보통학교 개교
- 1938년 4월 1일 압해공립심상소학교 개칭[1]
- 1941년 4월 1일 압해공립국민학교 개칭[2]
- 일자미상 압해국민학교 개칭
- 일자미상 압해국민학교 효지분교 설립 인가
- 1957년 9월 24일 효지분교장 개교
- 1958년 4월 1일 효지분교장 쌍룡국민학교 이관
- 1968년 4월 23일 압해국민학교 외안도분실 개설
- 1981년 3월 5일 병설유치원 개원
- 1988년 8월 31일 외안도분실 폐실
- 1989년 3월 1일 압해북국민학교 분교장 격하 편입
- 1992년 3월 1일 압해북분교장 폐교 및 본교 통폐합
- 1992년 3월 1일 매화국민학교 분교장 격하 편입
- 1993년 9월 1일 고이국민학교 분교장 격하 편입, 마산분교장 편입
- 1994년 3월 1일 쌍룡국민학교 효지분교장 폐교 및 본교 통폐합
- 1996년 3월 1일 압해초등학교로 개칭[3]
- 1999년 9월 1일 쌍룡초등학교 분교장 격하 편입
- 2006년 3월 1일 마산분교장 폐교 및 본교 통폐합
- 2010년 3월 1일 쌍룡분교장 폐교 및 본교 통폐합
- 2010년 10월 5일 매화분교장 폐교 및 본교 통폐합
- 2012년 9월 1일 제32대 신희봉교장 비타민교육
- 2014년 1월 30일 총동문회 창립 초대회장 박완진
- 2014년 12월 31일 제15회 전국 100대 교육과정우수학교 선정
- 2016년 3월 1일 고이분교장 휴교
- 2018년 9월 1일 고이분교장 폐교 및 본교 통폐합
- 2020년 1월 9일 제87회 졸업식(졸업생:12명, 총 6,042명)
- 2020년 3월 1일 제35대 심선숙 교장 부임

## 참고 자료
- 압해초등학교 - 한국교육학술정보원 학교알리미